# Acid nonacosilic
Acidul nonacosilic (cunoscut și sub denumirea de acid nonacosanoic) este un acid carboxilic liniar cu formula de structură restrânsă CH3-(CH2)27-COOH. Este un acid gras saturat, având 29 atomi de carbon.